# 日本國道
日本的國道（日语：／ kokudō */?），是由國家在《道路法》規範下指定的幹線公路。分為下列兩種類型：
- 一般國道

日本平常所稱的「國道」即指此類道路，《道路法》亦將其直接通稱為「國道」。
- 高速自動車國道

由國家管理或以法令規範的自動車專用道路，均為高速公路。